# إرنست خواكيم فورستر
إرنست خواكيم فورستر (بالألمانية: Ernst Joachim Förster)‏ هو رسام وكاتب ومؤلف ألماني، ولد في 8 أبريل 1800 في Münchengosserstädt ‏ في ألمانيا، وتوفي في 29 أبريل 1885 في ميونخ في ألمانيا.